# Sidi Al Kamel
Sidi Al Kamel  (in arabo سيدي الكامل‎?) è un centro abitato e comune rurale del Marocco situato nella provincia di Sidi Kacem, regione di Rabat-Salé-Kénitra. Conta una popolazione di 30 199 abitanti (censimento 2014).